# Jamie Cureton
Jamie Cureton (Bristol, 28 agosto 1975) è un allenatore di calcio e calciatore inglese, di ruolo attaccante.

## Carriera

### Club

#### Inizi
Jamie comincia la sua carriera calcistica nel Norwich City nel 1994, all'età di 19 anni. Qui resta per una stagione e mezza, una in Premier League e una in First Division, collezionando 29 presenze e 6 gol.

#### Bournemouth
Nel 1996 viene mandato a chiudere la stagione in prestito al Bournemouth, dove scende in campo solo 5 volte, senza mai trovare la via del gol.

#### Bristol Rovers
Inizia la stagione 1996-1997 in prestito al Bristol Rovers. Dopo 4 reti in sole 6 presenze il Bristol decide di rilevare l'intero cartellino del giocatore. Veste la maglia dei Rovers per 4 stagioni, chiudendo la sua avventura con 174 gare e 71 gol.

#### Reading
Nel 2000 si trasferisce al Reading. Termina il campionato segnando ben 27 reti, tra cui uno in finale play-off contro il Walsall, non sufficienti a portare la promozione. La stagione successiva si rifà segnando 15 gol tra cui quello che porta il Reading in First Division.

#### Busan IPark
Nel 2003 decide di intraprendere un'avventura fuori dai confini europei, firmando un contratto con i sudcoreani del Busan Ipark. Rescinde il contratto dopo solo una stagione chiusa con un bottino di 4 reti in 21 partite.

#### QPR
Conclusa l'esperienza asiatica decide di tornare in patria siglando un contratto con il QPR. Qui resta due stagioni con soli 6 gol segnati in campionato e una promozione in Football League Championship.

#### Swindon Town e Colchester United
Inizia la stagione successiva vestendo la maglia dello Swindon Town; dopo 6 mesi passa in prestito al Colchester United. Nel giugno 2006 viene acquistato a titolo definitivo dal Colchester United. Chiude la stagione con 23 reti segnati che gli permettono di vincere il titolo di capocannoniere.

#### Norwich City e prestiti
Nell'estate 2007 Jamie torna nella squadra in cui è cresciuto, il Norwich City. Veste questa maglia per tre stagioni, spezzate da due prestiti, uno al Barnsley e un altro allo Shrewsbury Town.

#### Exeter City e Leyton Orient
Nel 2010 passa all'Exeter City. Il 19 marzo 2011 segna i suoi duecentesimo e duecentunesimo gol in carriera nella sconfitta 3-2 contro lo Yeovil Town. Dopo una stagione chiusa con 17 reti in Football League One si trasferisce al Leyton Orient. A marzo 2011, però, fa ritorno all'Exeter City in prestito fino a fine stagione. Rescisso il contratto con il Leyton torna definitivamente all'Exeter retrocesso in Football League Two.

#### Cheltenham Town
Scaduto il suo contratto il 17 giugno 2013 ne firma uno annuale con lo Cheltenham Town. Il 3 agosto firma il suo primo gol nella gara d'apertura pareggiata 2-2 contro il Burton Albion; in questa gara subisce un infortunio alla spalla che lo costringe a fermarsi per 6 settimane.

#### Dagenham & Redbridge
Terminato il suo contratto, il 24 luglio 2014 ne firma un altro con il Dagenham & Redbridge.

### Nazionale
Ha giocato nella nazionale inglese Under-18.

## Statistiche

### Presenze e reti nei club
Statistiche aggiornate al 25 agosto 2013.
| Stagione                 | Squadra                  | Campionato               | Campionato | Campionato | Coppe nazionali | Coppe nazionali | Coppe nazionali | Coppe continentali | Coppe continentali | Coppe continentali | Altre coppe | Altre coppe | Altre coppe | Totale | Totale |
| Stagione                 | Squadra                  | Comp                     | Pres       | Reti       | Comp            | Pres            | Reti            | Comp               | Pres               | Reti               | Comp        | Pres        | Reti        | Pres   | Reti   |
| ------------------------ | ------------------------ | ------------------------ | ---------- | ---------- | --------------- | --------------- | --------------- | ------------------ | ------------------ | ------------------ | ----------- | ----------- | ----------- | ------ | ------ |
| 1994-1995                | Norwich City             | PL                       | 17         | 4          | -               | -               | -               | -                  | -                  | -                  | -           | -           | -           | 17     | 4      |
| 1995-2006                | Norwich City             | FL1                      | 12         | 2          | -               | -               | -               | -                  | -                  | -                  | -           | -           | -           | 12     | 2      |
| 1995-1996                | Bournemouth              | FL2                      | 5          | 0          | -               | -               | -               | -                  | -                  | -                  | FLT         | 1           | 0           | 6      | 0      |
| 1996-1997                | Bristol Rovers           | FL2                      | 38         | 11         | FAcup           | 1               | 0               | CdL                | 0                  | 0                  | -           | -           | -           | 39     | 11     |
| 1997-1998                | Bristol Rovers           | FL2                      | 43         | 13         | FAcup           | 2               | 0               | CdL                | 2                  | 0                  | FLT         | 2           | 1           | 49     | 14     |
| 1998-1999                | Bristol Rovers           | FL2                      | 46         | 25         | FAcup           | 6               | 2               | CdL                | 2                  | 1                  | FLT         | 1           | 1           | 55     | 29     |
| 1999-2000                | Bristol Rovers           | FL2                      | 46         | 22         | FAcup           | 1               | 0               | CdL                | 4                  | 1                  | FLT         | 2           | 1           | 53     | 24     |
| 2000-2001                | Bristol Rovers           | FL2                      | 1          | 1          | FAcup           | 0               | 0               | CdL                | 0                  | 0                  | FLT         | 0           | 0           | 1      | 1      |
| Totale Bristol Rovers    | Totale Bristol Rovers    | Totale Bristol Rovers    | 174        | 72         |                 | 10              | 2               |                    | 8                  | 2                  |             | 5           | 3           | 97     | 79     |
| 2000-2001                | Reading                  | FL2                      | 46         | 27         | FAcup           | 3               | 1               | CdL                | 2                  | 1                  | FLT         | 2           | 1           | 53     | 30     |
| 2001-2002                | Reading                  | FL2                      | 38         | 15         | FAcup           | 2               | 1               | CdL                | 2                  | 0                  | FLT         | 0           | 0           | 42     | 16     |
| 2002-2003                | Reading                  | FL1                      | 29         | 9          | FAcup           | 2               | 0               | CdL                | 1                  | 0                  | FLT         | 0           | 0           | 32     | 9      |
| Totale Reading           | Totale Reading           | Totale Reading           | 113        | 51         |                 | 7               | 2               |                    | 5                  | 1                  |             | 2           | 1           | 127    | 55     |
| 2003                     | Busan Ipark              | KL                       | 21         | 4          | KLC             | 0               | 0               | -                  | -                  | -                  | -           | -           | -           | 21     | 4      |
| 2003-2004                | QPR                      | FL2                      | 13         | 2          | FAcup           | 0               | 0               | CdL                | -                  | -                  | FLT         | -           | -           | 13     | 2      |
| 2004-2005                | QPR                      | FLC                      | 30         | 4          | FAcup           | 1               | 0               | CdL                | 2                  | 1                  | FLT         | 0           | 0           | 33     | 5      |
| Totale QPR               | Totale QPR               | Totale QPR               | 43         | 6          |                 | 1               | 0               |                    | 2                  | 1                  |             | 0           | 0           | 46     | 7      |
| 2005-2006                | Swindon Town             | FL1                      | 30         | 7          | FAcup           | 0               | 0               | CdL                | 1                  | 0                  | FLT         | 1           | 0           | 32     | 7      |
| 2005-2006                | Colchester United        | FL1                      | 8          | 4          | FAcup           | 2               | 3               | CdL                | 0                  | 0                  | FLT         | 0           | 0           | 10     | 7      |
| 2006-2007                | Colchester United        | FLC                      | 44         | 23         | FAcup           | 1               | 1               | CdL                | 1                  | 0                  | FLT         | 0           | 0           | 46     | 24     |
| Totale Colchester United | Totale Colchester United | Totale Colchester United | 52         | 27         |                 | 3               | 4               |                    | 1                  | 0                  |             | 0           | 0           | 56     | 31     |
| 2007-2008                | Norwich City             | FLC                      | 41         | 12         | FAcup           | 2               | 0               | CdL                | 2                  | 2                  | FLT         | 0           | 0           | 45     | 14     |
| 2008-2009                | Norwich City             | FLC                      | 22         | 2          | FAcup           | 0               | 0               | CdL                | 1                  | 0                  | FLT         | 0           | 0           | 23     | 2      |
| 2008-2009                | Barnsley                 | FLC                      | 8          | 2          | FAcup           | 0               | 0               | CdL                | 0                  | 0                  | FLT         | 0           | 0           | 8      | 2      |
| 2009-2010                | Norwich City             | FL1                      | 6          | 2          | FAcup           | 0               | 0               | CdL                | 0                  | 0                  | FLT         | 2           | 0           | 8      | 2      |
| 2009-2010                | Shrewsbury Town          | FL2                      | 12         | 0          | FAcup           | 0               | 0               | CdL                | 0                  | 0                  | FLT         | 0           | 0           | 12     | 0      |
| Totale Norwich City      | Totale Norwich City      | Totale Norwich City      | 69         | 16         |                 | 2               | 0               |                    | 3                  | 2                  |             | 2           | 0           | 74     | 18     |
| 2010-2011                | Exeter City              | FL1                      | 41         | 17         | FAcup           | 1               | 0               | CdL                | 0                  | 0                  | FLT         | 5           | 3           | 47     | 20     |
| 2011-2012                | Leyton Orient            | FL1                      | 19         | 1          | FAcup           | 2               | 0               | CdL                | 2                  | 0                  | FLT         | 0           | 0           | 23     | 1      |
| 2012-2013                | Exeter City              | FL2                      | 20         | 15         | FAcup           | 1               | 0               | CdL                | 1                  | 0                  | FLT         | 0           | 0           | 22     | 15     |
| Totale Exeter City       | Totale Exeter City       | Totale Exeter City       | 61         | 32         |                 | 2               | 0               |                    | 1                  | 0                  |             | 5           | 3           | 69     | 35     |
| 2013-2014                | Cheltenham Town          | FL2                      | 23         | 7          | FAcup           | 1               | 0               | CdL                | 0                  | 0                  | FLT         | 0           | 0           | 24     | 7      |
| Totale carriera          | Totale carriera          | Totale carriera          | 661        | 229        |                 | 29              | 8               |                    | 25                 | 6                  |             | 15          | 7           | 726    | 252    |

## Palmarès

### Giocatore

#### Competizioni nazionali
- Campionato inglese di quarta divisione: 1

Reading: 2001-2002

#### Competizioni regionali
- Essex Senior Football League: 1

Enfield: 2022-2023

### Individuale
- Capocannoniere della Football League Championship:1

2006-2007 (23 gol)

### Allenatore

#### Competizioni regionali
- Essex Senior Football League: 1

Enfield: 2022-2023